# Porcelle à feuilles tachées
Hypochaeris maculata
Espèce
Classification APG III (2009)
La porcelle à feuilles tachées ou porcelle maculée (Hypochaeris maculata) est une espèce de plante à fleurs du genre Hypochaeris, dans la famille des Asteraceae.
Ce sont des plantes herbacées.

## Plantes indésirables

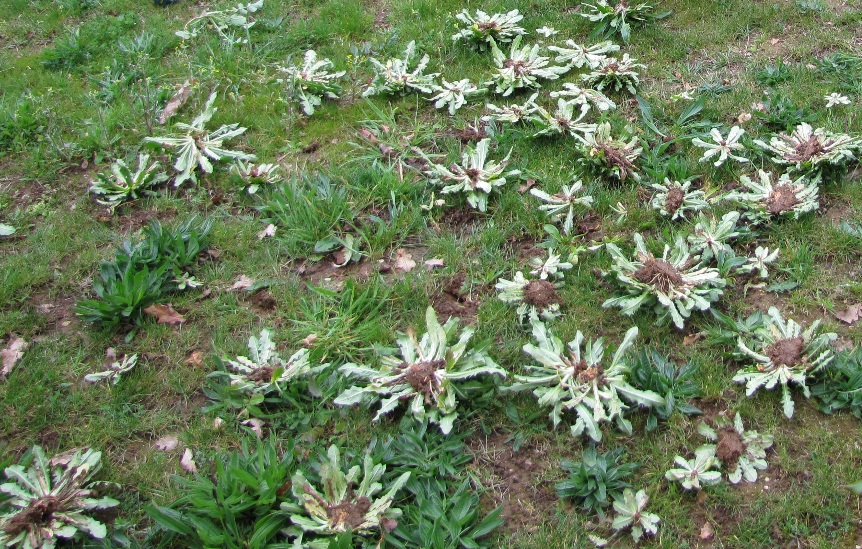
Porcelles indésirables.

Les porcelles (appelées groins d'âne dans certaines régions) sont indésirables dans les pelouses, qu'elles étouffent de leurs feuilles disposées en rosaces.
Le désherbeur est un outil qui permet de les retirer du sol.

## Statut de protection
En France, l'espèce est protégée en Île-de-France, en Lorraine et en Alsace.

## Utilisation
Les feuilles de la plante sont comestibles.
C'est l'une des espèces utilisée dans l'Horloge florale de Linné (ouverture des fleurs à 6h, fermeture à 16-17h).